# Atrephes
Atrephes là một chi bướm đêm thuộc họ Noctuidae.